# Anopheles evandroi
Anopheles evandroi is een muggensoort uit de familie van de steekmuggen (Culicidae). De wetenschappelijke naam van de soort is voor het eerst geldig gepubliceerd in 1937 door da Costa Lima.